# Sonic Generations
Sonic Generations (ソニック ジェネレーションズ, Sonikku Jenerēshonzu) est un jeu vidéo d'action et de plates-formes développé par la Sonic Team sur PlayStation 3, Xbox 360, Nintendo 3DS et sous Windows sorti en novembre 2011. Il s'agit d'un épisode anniversaire créé pour célébrer les vingt ans de la série Sonic the Hedgehog mettant en scène les personnages et les mondes des principaux jeux de la série créés depuis les vingt précédentes années,,.
Une version remastérisée appelée Sonic x Shadow Generations est sortie le 25 octobre 2024 sur Nintendo Switch, PlayStation 4, PlayStation 5, Xbox One, Xbox Series et Microsoft Windows via Steam et l'Epic Games Store. Celle-ci propose une campagne inédite, Shadow Generations, centrée sur le personnage de Shadow.

## Histoire
Après avoir perdu contre Sonic dans Sonic Colours, Eggman aperçoit une entité capable de distordre l'espace-temps. Il décide de la contrôler pour effacer toutes ses défaites passées contre Sonic en faisant équipe avec son double du passé, le Dr Robotnik. Alors que les amis de Sonic lui préparaient un anniversaire surprise, l'univers du hérisson bleu a été plongé dans le chaos lorsqu'une force mystérieuse a créé des failles temporelles les emportant dans cette dimension étrange. Sonic y rencontre son double, âgé de cinq ans de moins, lui aussi emporté par cette faille. Ensemble, ils doivent traverser les différentes époques afin de retrouver leurs amis et réparer la faille temporelle.
Les Sonic évoluent dans le monde blanc, qui est le hub, lieu où les personnages peuvent se reposer un peu avant le prochain niveau servant d'interface entre les différents mondes du jeu. En plus de mener aux différents niveaux, le joueur y retrouve les amis de Sonic qu'il a sauvés et des défis à réaliser.

## Système de jeu
Le système de jeu est inspiré à la fois des anciens comme des récents opus de la série Sonic the Hedgehog. Chaque niveau est divisé en deux actes : les étapes de l'Acte I, traversées par le Sonic Classic, sont à défilement horizontal en 2D et les étapes de l'Acte II, traversées par le Sonic moderne, comprennent des scènes en 2D et en 3D à l'instar de Sonic Unleashed et Sonic Colours. La version Nintendo 3DS propose le même principe mais avec uniquement des phases 2D.
Le système du jeu propose donc d'incarner deux Sonic différents : celui old-school dessiné par Naoto Ōshima, muet et légèrement bedonnant, jouable de la même manière que dans les premiers opus de la série Sonic the Hedgehog qui ont la particularité d'être des jeux de plateformes en deux dimensions, et le Sonic Next Gen apparu à la suite du re-design de Yuji Uekawa en 1998, qui incorpore des compétences issues d'opus 3D telles que l'attaque téléguidée ou bien le turbo. Le Sonic Next Gen a le même gameplay que ses prédécesseurs Sonic Unleashed et Sonic Colours avec la même inertie et les mêmes éléments de décor.
Le système de collision avec les ennemis est repris de Sonic Triple Trouble pour les deux Sonic, c'est-à-dire que si le joueur se fait toucher par un ennemi, le joueur ne perd qu'une partie de ses anneaux qui peuvent être récupérés et ce, contrairement à tous les autres jeux Sonic ainsi que la version 3DS où tous les anneaux ramassés étaient perdus.
Le joueur doit également collecter les sept Chaos Emeralds. Ce sont des pierres à la puissance illimitée qui peuvent être obtenues après une bataille contre un rival ou un boss. Lorsque le boss final est vaincu, la compétence de Super Sonic peut-être utilisée par le joueur afin d'augmenter la vitesse et la puissance de Sonic. Dans la version Nintendo 3DS, les Chaos Emeralds sont gagnées en terminant des étapes spéciales à la manière de Sonic Heroes.

### Niveaux
La version sur consoles de salon est constituée de neuf niveaux, de quatre boss et de trois défis de rivaux faisant tous référence à des zones tirées des précédents titres Sonic the Hedgehog dans des reproductions plus ou moins fidèles à l'original. En plus, le joueur a accès à de nombreux défis présents pour chacun des niveaux du jeu. Le jeu en comptabilise 90 en comptant toutes celles présentes pour chacun des deux Sonic. Quant à la version sur console portable, elle comprend sept niveaux avec une étape spéciale débloquée après avoir passé les deux actes avec chacun des Sonic, ainsi que quatre boss et trois batailles de rivaux se jouant à la manière de Sonic Rivals.
Concernant les rivaux, ce sont les mêmes sur la version consoles de salon et portable. Il s'agit de Metal Sonic de Sonic CD, Shadow de Sonic Adventure 2 et Silver de Sonic 2006. Les boss sont, au contraire, différents selon les versions, sauf le boss final, Time Eater, exclusif au jeu,.
| Niveau                 | Issu de              |
| ---------------------- | -------------------- |
| Green Hill             | Sonic the Hedgehog   |
| Chemical Plant         | Sonic the Hedgehog 2 |
| Sky Sanctuary          | Sonic & Knuckles     |
| DLC : Casino Night     | Sonic the Hedgehog 2 |
| Boss : Death Egg Robot | Sonic the Hedgehog 2 |
| Speed Highway          | Sonic Adventure      |
| City Escape            | Sonic Adventure 2    |
| Seaside Hill           | Sonic Heroes         |
| Boss : Perfect Chaos   | Sonic Adventure      |
| Crisis City            | Sonic 2006           |
| Rooftop Run            | Sonic Unleashed      |
| Planet Wisp            | Sonic Colours        |
| Boss : Egg Dragoon     | Sonic Unleashed      |

| Niveau             | Issu de              |
| ------------------ | -------------------- |
| Green Hill         | Sonic the Hedgehog   |
| Casino Night       | Sonic the Hedgehog 2 |
| Mushroom Hill      | Sonic & Knuckles     |
| Boss : Big Arm     | Sonic the Hedgehog 3 |
| Emerald Coast      | Sonic Adventure      |
| Radical Highway    | Sonic Adventure 2    |
| Boss : Biolizard   | Sonic Adventure 2    |
| Water Palace       | Sonic Rush           |
| Tropical Resort    | Sonic Colours        |
| Boss : Egg Emperor | Sonic Heroes         |

## Développement
Le développement de Sonic Generations a commencé en 2008 après l'achèvement d'Unleashed. Le personnage et la licence Sonic fêtent donc leur 20 ans. Pour fêter ce moment historique dans l'histoire du jeu vidéo, la Sonic Team propose donc ce jeu reprenant en quelque sorte le parcours du hérisson bleu. Les développeurs ont donc repris tout ce qui faisait la force de l'univers de Sonic et ont tout mélangé dans cette invitation au voyage dans le passé jusqu'au présent.
De nombreuses mécaniques sont reprises, notamment les niveaux de plate-formes en deux dimensions ainsi que certaines très précises et propres à certains opus de la licence (par exemple l'utilisation des Wisps dans le niveau dédié à Sonic Colours, Planet Wisp).
Le jeu se doit de faire plaisir aux grands adorateurs de la série. Il réutilise donc des niveaux des trois premiers Sonic (à l'exception du troisième), les jeux Sonic sortis pendant et la sixième Génération de consoles (PlayStation 2, GameCube, Xbox et Dreamcast), ainsi que les jeux Sonic de l'ère moderne sortis pendant la Septième Génération de console (Xbox 360, PlayStation 3 et Wii). Les jeux en question sont Sonic Adventure , Sonic Adventure 2, Sonic Heroes, Sonic 2006, Sonic Unleashed et Sonic Colours. Pour les trois premiers Sonic, il s'agit de Sonic the Hedgehog, Sonic the Hedgehog 2 et Sonic and Knuckles. De plus, la version console portable du jeu propose un niveau de Sonic Rush à la place de Sonic Heroes, Sonic the Hedgehog (2006) et Sonic Unleashed de la version consoles de salon et avec en plus un changement quasiment complet des niveaux.
La plupart des musiques de la licence seront remis au grand jour, notamment les musiques utilisées pour les niveaux Green Hill, Chemical Plant, Sky Sanctuary. De plus, d'autres réutilisations de musiques de la licence dans le jeu sont faites (par exemple la musique de la Galerie correspondant à une musique remixée de Sonic The Hedgehog 3 : Character Select).

### Doublage
Sonic Generations est le premier jeu de la série Sonic the Hedgehog à avoir un doublage français. Les personnages apparus dans Sonic X conservent les mêmes voix, à l'exception de Vector.
| Personnage            | Voix originale         | Voix française         |
| --------------------- | ---------------------- | ---------------------- |
| Sonic the Hedgehog    | Roger Craig Smith      | Alexandre Gillet       |
| Miles "Tails" Prower  | Kate Higgins           | Marie-Eugénie Maréchal |
| Knuckles the Echidna  | Travis Willingham      | Sébastien Desjours     |
| Amy Rose              | Cindy Robinson         | Naïke Fauveau          |
| Dr Eggman             | Mike Pollock           | Marc Bretonnière       |
| Shadow the Hedgehog   | Kirk Thornton          | Benoît Du Pac          |
| Rouge the Bat         | Karen Strassman        | Marie Lenoir           |
| Espio the Chameleon   | Troy Baker             | Antoine Nouel          |
| Blaze the Cat Omochao | Laura Bailey           | Delphine Braillon      |
| Silver the Hedgehog   | Quinton Flynn          | Hervé Grull            |
| Vector the Crocodile  | Keith Silverstein      | Philippe Roullier      |
| Cream the Rabbit      | Michelle Ruff          | Marie Millet           |
| Charmy Bee            | Colleen O'Shaughnessey | Marie Millet           |

### Musique
- La musique de la bande annonce no 2 est une version instrumentale de Tenderoni de Kele[15].
- La musique du trailer City Escape est un remix de la chanson Na Na Na de My Chemical Romance[16].

## Sonic x Shadow Generations
Sorti le 25 octobre 2024, Sonic x Shadow Generations est une réédition améliorée de Sonic Generations disponible sur Nintendo Switch, PlayStation 4, PlayStation 5, Xbox One, Xbox Series et Microsoft Windows.
La principale nouveauté de cet épisode est l'ajout d'un épisode mettant en lumière  le personnage de Shadow the Hedgehog dans un épisode inédit intitulé Shadow Generations.
Cet épisode propose ainsi aux joueurs de découvrir l'histoire de Shadow en reparcourant différents niveaux tirés d'épisodes précédents de la série dans lesquels il apparaît. Six niveaux, chacun divisé en deux actes, et quatre boss sont ainsi disponibles, dont le dernier, Neo Devil Doom, est exclusif au jeu :

### Histoire
Hanté par les souvenirs de son passé, Shadow the Hedgehog soupçonne que les Black Arms sont de retour après leur défaite (voir Shadow the Hedgehog. Il embarque clandestinement à bord d’une navette spatiale du G.U.N. en direction de la colonie spatiale ARK après avoir été informé de la présence d’une signature biologique anormale sur place. Pendant son enquête, Shadow croise Doom’s Eye, le “troisième œil” de Black Doom, le chef des Black Arms, qui le transporte dans une version déformée de Radical Highway, connue sous le nom de Doom Zone.
Après avoir attaqué Doom’s Eye et saisi un mystérieux emblème, Shadow retourne sur l’ARK, où il découvre la fausse Émeraude du Chaos créée par Tails lors de la crise de l’Ark (voir Sonic Adventure 2). Peu après, le Time Eater fait son apparition et transporte Shadow dans le White Space (l’aventure de Shadow se déroulant pendant les événements de Sonic Generations).
Dans le White Space, Shadow remarque un grand satellite des Black Arms, le Black Moon, flottant dans les airs. Il retrouve également E-123 Omega, qui traquait le Time Eater avant d’être lui aussi aspiré dans le White Space. En explorant l’ARK à nouveau, Shadow manifeste soudainement de nouveaux pouvoirs, faisant apparaître une paire d’ailes qui disparaissent lorsqu’il retourne dans le White Space. Alors qu’il s’interroge sur ces nouvelles capacités, Shadow aperçoit Maria et Gerald Robotnik au loin, mais il rejette cette vision comme une hallucination. Il découvre ensuite un dispositif de scellement qui débloque son premier pouvoir, les Doom Spears. Une nouvelle zone du White Space s’ouvre alors.
Shadow traverse Rail Canyon et est de nouveau aspiré dans une Doom Zone, où il récupère un Doom Gear pour ouvrir un autre dispositif de scellement et apprendre le Doom Blast. Il croise Orbot et Cubot, abandonnés par le Dr. Eggman, qui lui demandent de l’aide pour terminer une fusée et échapper au White Space. Finalement, Shadow affronte le Biolizard, dont la défaite ouvre une nouvelle zone du White Space et cause une déchirure dans le Black Moon. Doom’s Eye revient et projette l’image de Black Doom, qui révèle qu’il a survécu à leur dernier affrontement et qu’il compte exploiter les anomalies du Time Eater pour accélérer la reconstruction des Black Arms. Shadow exige un affrontement, mais Black Doom déclare mystérieusement qu’ils ne se battront pas tant que Shadow n’aura pas atteint sa “perfection”. Shadow obtient alors le Doom Surf.
Dans une nouvelle zone, Shadow explore Kingdom Valley et rencontre Big the Cat, qui cherchait Froggy avant d’être aspiré dans le White Space. Il visite ensuite Sunset Heights, où il est encore une fois transporté dans une Doom Zone. De retour, Shadow retrouve des versions passées de Maria et Gerald. Il envisage brièvement de changer leur destin, mais décide finalement de se concentrer sur la défaite de Black Doom. Il affronte alors Metal Overlord, ce qui entraîne l’expansion du White Space et la mutation du Black Moon. Gerald explique à Shadow que ses pouvoirs Doom sont liés à ceux de Black Doom et que, à mesure qu’il devient plus puissant, Black Doom en profite également. Si Shadow perd le contrôle, Black Doom pourrait asservir son esprit ou prendre possession de son corps. Shadow promet d’utiliser ses pouvoirs Doom contre lui.
Avec sa nouvelle capacité, le Doom Morph, Shadow explore Chaos Island. Par la suite, il rencontre Sonic, qui le défie dans un combat pour son Émeraude du Chaos afin de l’utiliser contre le Time Eater. Shadow est tenté d’utiliser ses pouvoirs Doom contre Sonic, mais s’en abstient. Sonic finit par remporter le combat et repart avec l’Émeraude. Cependant, lorsque Rouge arrive et critique Shadow pour sa défaite, ce dernier révèle que Sonic a pris une fausse Émeraude, avec l’intention que Rouge l’échange contre la véritable une fois que Black Doom sera vaincu. Peu après, Shadow affronte Mephiles the Dark, l’empêchant de se réintégrer à la chronologie.
Shadow retrouve Maria et Gerald, mais Black Doom continue de les tourmenter avant de disparaître. Cette interaction laisse Shadow presque submergé par la haine et corrompu par ses pouvoirs Doom, mais Maria parvient à apaiser sa colère. Shadow finit par obtenir le Doom Wing, le dernier de ses pouvoirs Doom. Le Black Moon subit une mutation complète, entraînant le White Space dans la Doom Zone. Après un ultime adieu à Gerald et Maria, Shadow vole vers le Black Moon et traverse une version corrompue de Radical Highway, où il affronte enfin Black Doom. Ce dernier se transforme en Devil Doom, et lui et Shadow s’affrontent à travers la ville déformée. Black Doom évolue ensuite en Neo Devil Doom, mais Shadow est devenu trop puissant pour être contrôlé. Grâce à son Émeraude du Chaos et à ses nouveaux pouvoirs Doom, il parvient à vaincre Black Doom une fois pour toutes.
Avec la défaite de Black Doom, la Black Moon s’effondre, et Shadow perd ses pouvoirs Doom. Rouge lui annonce que Sonic est sur le point d’affronter le Time Eater. Shadow lui confie alors l’Émeraude du Chaos pour qu’elle l’échange contre la fausse et retrouve Gerald et Maria, seulement pour découvrir qu’ils disparaissent lentement, retournant à leur époque d’origine à mesure que l’influence de Black Doom sur le White Space s’estompe. Paniqué, Shadow envisage de retenir Rouge et d’utiliser le Chaos Control pour empêcher leur départ, mais Maria l’arrête. Elle lui dit qu’elle et son grand-père ne souhaitent pas rester figés dans le temps, et elle l’encourage à aller de l’avant, car ses amis ont besoin de lui. Elle l’empêche également de la prévenir de son destin, l’assurant qu’ils se reverront et qu’elle restera toujours dans son cœur.
Une fois Maria et Gerald disparus, Shadow part, laissant échapper une larme qui touche la joue de Rouge alors qu’il passe devant elle.

#### Niveaux
| Niveau                   | Issu de             |
| ------------------------ | ------------------- |
| Space Colony Ark         | Sonic Adventure 2   |
| Rail Canyon              | Sonic Heroes        |
| Boss : Biolizard         | Sonic Adventure 2   |
| Kingdom Valley           | Sonic 2006          |
| Sunset Heights           | Sonic Forces        |
| Boss : Metal Overlord    | Sonic Heroes        |
| Chaos Island             | Sonic Frontiers     |
| Boss : Mephiles the Dark | Sonic 2006          |
| Radical Highway          | Sonic Adventure 2   |
| Boss : Devil Doom        | Shadow the Hedgehog |
| Extra : Tokyo            | Sonic 3, le film    |

## Accueil

### Critiques
Le jeu a globalement été bien accueilli par la presse spécialisée. Les sites de compilations de critiques GameRankings et Metacritic accordent tous deux à la version PlayStation 3 une moyenne de 79,29 % et 76 sur 100 calculées respectivement sur vingt-neuf et trente-huit critiques,.

### Ventes
Ce jeu aura fait un score moyen de 1,59 million d'exemplaires vendus environ au total (version PS3). En comparaison avec les précédents jeux, ce Sonic reste quand même avec un bon score. Il fera un peu plus que Sonic the Hedgehog (2006) (1,54 million environ sur Xbox 360) et garde une bonne moyenne par rapport aux autres jeux, notamment Sonic Colours (1,80 million environ sur Wii) et Sonic Unleashed (1,60 million environ sur Wii). En tout cas, il fera bien plus que son successeur Sonic Lost World, qui ne fera qu'environ 370 000 exemplaires vendus sur Wii U.
Le jeu Sonic x Shadow Generations s'est écoulé à un million d'exemplaires dès le jour de sa sortie.